# Supercopa de Brasil 2024
La Supercopa de Brasil 2024, llamada oficialmente Supercopa Rei 2024, fue la séptima edición de la Supercopa de Brasil y la primera edición bajo la denominación en honor a Pelé. Una competición de fútbol brasileña, organizada por la CBF, que reúne a los equipos campeones del Campeonato Brasileño y la Copa de Brasil del año anterior. La competencia se decidió en un solo partido disputado el 4 de febrero de 2024, con sede en la ciudad de Belo Horizonte.
El partido fue disputado por el São Paulo, campeón de la Copa de Brasil 2023 y el Palmeiras, campeón del Brasileirão 2023.
El campeón fue São Paulo, que logró su primer título en éste torneo al derrotar por penales al Palmeiras.

## Participantes
|  | Bandera del estado de São Paulo |  | Palmeiras |  | Campeón del Campeonato Brasileño Serie A (2023) |
|  | Bandera del estado de São Paulo |  | São Paulo |  | Campeón de la Copa de Brasil (2023)             |

## Partido
| 4 de febrero de 2024 | Palmeiras                                          | 0:0 (2:4 p.)               | São Paulo                               | Estadio Mineirão, Belo Horizonte                                     |                                                                      |
| 16:00 (UTC-3)        |                                                    | Reporte                    |                                         | Asistencia: 42 741 espectadores Árbitro(s): Bráulio da Silva Machado | Asistencia: 42 741 espectadores Árbitro(s): Bráulio da Silva Machado |
|                      |                                                    | Tiros desde el punto penal |                                         |                                                                      |                                                                      |
|                      | Raphael Veiga · Gabriel Menino · Murilo · Piquerez |                            | Calleri · Galoppo · Pablo Maia · Araújo |                                                                      |                                                                      |

|                                 |
| Bandera del estado de São Paulo |
| Campeón São Paulo 1.er título   |